# Piotr Maciejewski (muzyk)
Piotr Maciejewski – polski muzyk i autor piosenek.
Do lutego 2011 r. był członkiem zespołu Muchy, który założył wspólnie z Michałem Wiraszką i Szymonem Waliszewskim. Wydał z grupą płyty Terroromans i Notoryczni debiutanci. W Muchach grał na gitarze, instrumentach klawiszowych i gitarze basowej (do 2008), a także śpiewał. Jego miejsce w składzie zespołu zajął Damian Pielka.
Od 2004 prowadzi działalność solową pod nazwą Drivealone. Partie wszystkich instrumentów rejestruje sam w domowym studiu. 9 stycznia 2009 wystąpił w Programie 3 Polskiego Radia wraz z muzykami grupy George Dorn Screams.
Współtworzy także projekt muzyczny CNC.
Brał udział w nagraniu debiutanckiego albumu Nathalie and the Loners.  Wraz z Michałem Wiraszką (także z grupy Muchy) gościnnie wystąpił w piosence „He Said He’s Sad” na wydanym w 2010 r. albumie Borysa Dejnarowicza Newest Zealand.

## Dyskografia

### Drivealone

#### Albumy opublikowane w Internecie
- Drivealone (2005)
- Marionettes and Satellites (2006)
- The Letitout EP (2007)

#### Albumy oficjalne
- Thirty Heart Attacks a Day (9 lutego 2009)
- Lifewrecker (2015)

#### Albumy koncertowe
- Nowsza Aleksandria (2016)

#### Kompilacje
- Letitout + Satellites (27 listopada 2012)

### ZCNC
- No Mood (2009)
- False Awakening (2012)
- Weird Years (2016)

### ZMuchami
- Galanteria (demo; 2005)
- Terroromans (2007)
- Notoryczni debiutanci (2010)